# Sudža (città)
Sudža (in russo Суджа?, anche traslitterata come Sudzha) è una cittadina della Russia, nella oblast' di Kursk vicino al confine ucraino; sorge alla confluenza dei fiumi Sudža e Olëšnja, un centinaio di chilometri a sud-ovest del capoluogo Kursk ed è capoluogo del Sudžanskij rajon.
È l'alimentatore di scambio di gas naturale dove il gasdotto transiberiano incontra il gasdotto della fratellanza, diventando l'ultimo punto di passaggio del gas naturale dalla Russia all'Europa attraverso l'Ucraina dopo il sabotaggio dei gasdotti Nord Stream del 2022.

## Storia
Nel Medioevo, il territorio faceva parte del principato di appannaggio di Rylsk, che fu annesso dal Granducato di Lituania prima della sua definitiva annessione da parte del Granducato di Mosca.
Sudža fu fondata nel 1664. Inizialmente era una città parte del reggimento di Sumy all'interno della Sloboda Ucraina ed era fortificata con terrapieni e un fossato, fungendo da fortezza a guardia dei confini meridionali del territorio della Moscovia.
Nel 1708 fu inclusa nel Governatorato di Kiev e, nel 1779, divenne la sede dell'Uezd di Sudzhansky all'interno del Governatorato di Kursk.
Nel 1870, la città aveva una popolazione di 4.482 abitanti, mentre i sobborghi ne contavano 5.624. Nel 1869 vi erano 393 artigiani e nel 1871 erano attive nove fabbriche. Alla fine del XIX secolo, la città ospitava quattro fiere annuali e due mercati settimanali. Secondo il censimento dell'Impero Russo del 1897, Sudža aveva una popolazione di 7.433 abitanti, di cui il 61,2% parlava ucraino, il 37,2% russo, l'1,2% yiddish e lo 0,3% polacco.
Tra novembre e dicembre 1918, Sudzha fu la sede del Governo Provvisorio dei Lavoratori e dei Contadini dell'Ucraina, prima del suo trasferimento a Belgorod. Fece parte della RSS Ucraina fino al 1922, quando venne trasferita alla RSFS Russa. Durante la Seconda Guerra Mondiale, Sudža fu occupata dalla Wehrmacht dal 18 ottobre 1941 al 3 marzo 1943.
Nel corso del XX secolo, fu istituita una stazione di transito per il gas naturale nelle vicinanze di Sudža, con l'installazione di una stazione di misurazione del gas. A partire dal 2024, il flusso di gas viene convogliato nel gasdotto Urengoy–Pomary–Uzhhorod.

### Conflitto russo-ucraino
In seguito all'invasione russa su larga scala dell'Ucraina nel 2022 e dopo il sabotaggio dei gasdotti Nord Stream il 26 settembre 2022, il gasdotto russo-ucraino presso Sudža rimase l'unico canale attraverso il quale il gas naturale ha continuato a fluire dalla Russia all'Europa attraverso l'Ucraina. Il 4 giugno 2023, la Russia dichiarò di aver abbattuto un drone ucraino sopra Sudža.
In seguito all'offensiva ucraina nell'oblast' di Kursk dal 6 agosto 2024 ebbero luogo scontri nei dintorni della città. Il 14 agosto la televisione ucraina dichiarò la città sotto il controllo dell'esercito nazionale ucraino. Il giorno seguente, il governo ucraino confermò la cattura della città e annunciò la formazione di un'amministrazione militare nelle aree dell'oblast' di Kursk occupate dall'Ucraina. Il 16 agosto venne demolita una statua di Vladimir Lenin in città.
Il 12 marzo 2025, a seguito di un'offensiva da parte del gruppo di forze "Nord" dell'esercito russo, la città tornò sotto il controllo russo. Il giorno successivo il Ministero della difesa della Federazione Russa confermò di aver ripreso il controllo dell'insediamento.

## Società

### Evoluzione demografica
- 1897: 12.900[18]
- 1939: 3.700
- 1959: 4.000
- 1970: 6.200
- 1989: 7.500
- 2002: 7.045
- 2006: 6.700